# Thomas Prince
Thomas Prince, surnommé Tommy, né en 1915 et mort en 1977, était un militaire canadien. Il est l'un des soldats autochtones du Canada les plus décorés. Il a servi au cours de la Seconde Guerre mondiale et de la guerre de Corée.

## Biographie
Thomas George Prince est né en 1915 dans une famille de 11 enfants au Manitoba au sein de la nation ojibwée de Brokenhead (en). Il est l'arrière-arrière-petit-fils de Peguis (en), un chef saulteux. Il étudia au pensionnat autochtone d'Elkhorn jusqu'à la huitième année.
Au début de la Seconde Guerre mondiale, Thomas se porta volontaire pour s'enrôler au sein de l'Armée canadienne, mais il fut refusé à plusieurs reprises bien qu'il satisfaisait aisément les exigences. Finalement, il fut accepté le 3 juin 1940. Il fut d'abord enrôlé en tant que sapeur au sein du Corps du génie royal canadien. Grâce à ses talents de tireur, il se porta volontaire pour rejoindre les rangs d'une unité nommée « 2e Bataillon canadien de parachutistes ». Cette unité était en fait le début d'une formation d'une unité spéciale canado-américaine qui deviendra le 1er Détachement du service spécial, mieux connu sous le nom de « Devil's Brigade ». Au sein de cette force, Thomas devint un expert en techniques furtives d'infiltration et responsable de la reconnaissance.
En février 1941, Thomas fut promu au grade de lance-caporal. En septembre 1942, il fut promu sergent. En novembre 1943, la Devil's Brigade fut envoyée en Italie où elle participa à l'offensive contre la ligne Bernhardt. Ses membres prirent d'assaut Monte la Difense, la côte 720, Monte Majo et Monte Vischiataro en décembre et en janvier. Ils furent, par la suite, envoyés à Anzio. Le 8 février 1944, près de Littoria, Thomas fut envoyé vers l'avant pour observer les positions allemandes. Déguisés en simple fermier sarclant son champ, il marcha à la vue des Allemands à seulement 200 m devant les positions ennemies et rapporta la position de l'artillerie allemande grâce à un câble téléphone de 1 400 m. Un duel d'artillerie s'en suivi qui brisa ce câble. Thomas s'y rendit et, faisant semblant de lacer ses bottes, répara le câble rétablissant ainsi la ligne de communication essentielle pour diriger l'artillerie. Il fit même un spectacle brandissant son poing contre les Allemands, puis, contre les Alliés. Ensuite, il retourna à sa position d'observation. En tout, il passa trois jours derrière les lignes ennemies. Pour cet exploit, il fut décoré de la Médaille militaire.
Après avoir servi d'avant-garde pour les forces américaines libérant Rome le 4 juin 1944, la Devil's Brigade fut envoyée dans le Sud de la France dans le cadre de l'opération Dragoon. À la suite de l'offensive sur les îles d'Hyères et du débarquement en Provence, la Devil's Brigade fut envoyée vers la frontière franco-italienne en tant que composante de la 1st Airborne Task Force (en). Le 1er septembre, Thomas ainsi qu'un soldat furent envoyés derrière les lignes allemandes pour reconnaître les positions ennemies. Ils trouvèrent le camp d'un bataillon de réserve ennemi près de L'Escarène. Sur le chemin du retour pour donner leur rapport de reconnaissance, ils tombèrent sur une bataille entre des Allemands et une escouade de résistants français. Ils commencèrent à tirer les Allemands en restant caché et ceux-ci finirent par battre en retraite. Lorsque Thomas entra en contact avec le leader français, ce dernier lui demanda où se situait sa compagnie. Thomas pointa le soldat qui l'accompagnait et lui dit « ici ». C'est alors que le leader français lui annonça qu'il croyait qu'il y avait au moins 50 tireurs. Il recommanda Thomas pour la Croix de guerre, mais le courrier fut tué en route et le message ne se rendit jamais au commandant-en-chef français, Charles de Gaulle. Thomas retourna à son unité qu'il mena au campement ennemi. La bataille fut un succès et un bataillon entier de 1 000 hommes fut capturé. Afin de réussir cet exploit, Thomas marcha sur 70 km sans nourriture ni eau en terrains montagneux. Grâce à cela, il fut décoré de la Silver Star américaine. En décembre 1944, le commando canado-américain fut dissout et les troupes retournèrent dans leurs forces respectives.
À son retour au Royaume-Uni, le 12 février 1945, Thomas fut convoqué au palais de Buckingham où le roi George VI lui présenta sa Médaille militaire. Il reçut sa Silver Star de la part du général américain Koening au nom du président des États-Unis le 24 avril 1945. Il est l'un des 59 Canadiens à recevoir la Silver Star au cours de la guerre et l'un des trois seuls à être décorés à la fois de la Silver Star et de la Médaille militaire. En somme, Thomas fut décoré à neuf reprises faisant de lui le soldat autochtone le plus décoré du conflit.
Thomas quitta l'armée le 15 juin 1945 et retourna sur sa réserve de Brokenhead. En 1946, il déménagea à Winnipeg et fut élu président de l'Association des Indiens du Manitoba. Il utilisa cette position pour améliorer les conditions de vie des autochtones au Canada, mais, face à la lourdeur de la bureaucratie canadienne, il se découragea.
En août 1950, il s'enrôla de nouveau au sein de l'Armée canadienne pour servir en Corée avec les Nations unies. Cette fois-ci, il servit au sein du 2e bataillon du Princess Patricia's Canadian Light Infantry (2 PPCLI) et reprit son grade de sergent. En remettant l'uniforme, Thomas retrouva une fierté qu'il avait perdue. En février 1951, son bataillon se joignit à la 27e Brigade du Commonwealth sur le champ de bataille. Thomas était alors le commandant adjoint de son peloton et, peu après son arrivée en Corée, il mena une patrouille contre un camp ennemi. La mission fut un succès et il revint avec deux mitrailleuses capturées sur le camp. Il mena plusieurs autres raids par la suite. Cependant, son commandant décida, éventuellement, de lui assigner moins de patrouilles puisqu'il trouvait qu'il prenait trop de risques avec la vie des soldats. Thomas servait au sein du 2 PPCLI lorsque le bataillon devint la première unité canadienne à recevoir la Presidential Unit Citation des États-Unis, honneur qu'il reçut pour ses actions lors de la bataille de Kapyong les 24 et 25 avril 1951. Au cours du reste de la guerre, Thomas développa de l'arthrite prématurée au niveau des genoux et fut renvoyé au Canada où il servit sur des postes administratifs sur la base des Forces canadiennes Borden en Ontario. Ses genoux s'améliorèrent et il se porta volontaire pour un deuxième tour en Corée, cette fois au sein du 3e bataillon du PPCLI. En novembre 1952, le bataillon fut attaqué par les forces chinoises et cinq membres du bataillon furent tués et neuf blessés. Thomas faisait partie des blessés. En tout, il reçut trois médailles pour son service en Corée.
Il quitta à nouveau l'armée en 1953. De retour au Canada, il n'avait pas droit à tous les avantages que les autres anciens combattants avaient, redevenant un simple « Indien parmi les autres ». Après le service militaire, sa vie devînt difficile. Il souffrait de l'arthrite à cause des longues conditions difficiles vécues durant son service militaire ainsi que la discrimination de l'époque contre les Amérindiens. En juin 1955, Thomas fit les manchettes pour son héroïsme puisqu'il a sauvé un homme de la noyade à Winnipeg. Malgré cela, sa vie personnelle continua à se dégrader et il tomba dans l'alcoolisme après des années à vivre isolé dans une auberge de l'Armée du Salut. Il a même du vendre ses médailles afin de pouvoir survivre monétairement. Il mourut à l'hôpital Deer Lodge de Winnipeg en 1977 et fut enterré au cimetière de Brookside.
Les médailles de Thomas furent passées d'une personne à l'autre à plusieurs reprises avant de se retrouver vendues aux enchères à London en Ontario. Son neveu, Jim Bear, a organisé une levée de fonds afin de pouvoir les acquérir et les a remises au Manitoba Museum (en) à Winnipeg.

## Héritage

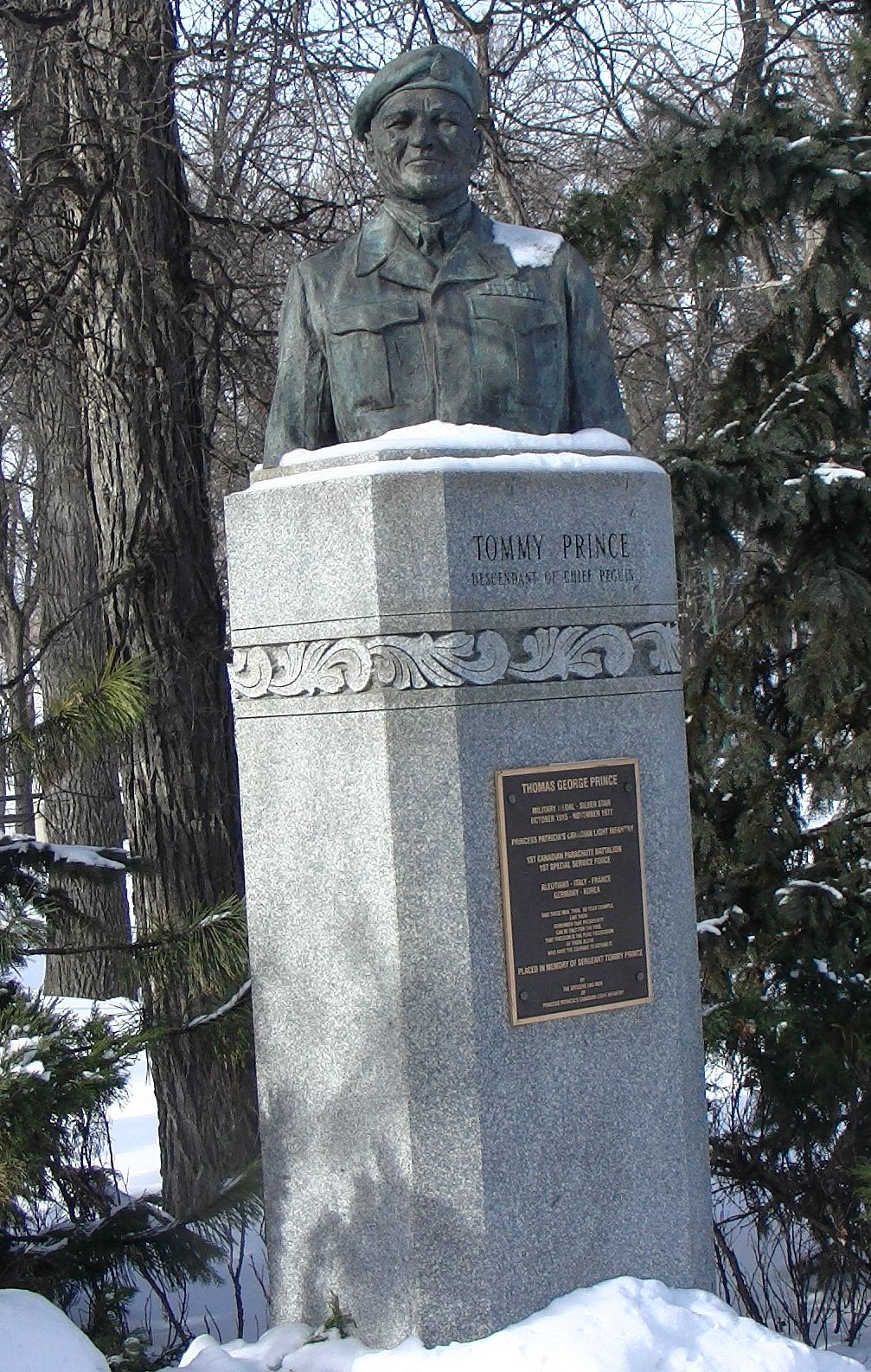
Le buste de Thomas Prince dans le parc Kildonan à Winnipeg au Manitoba

Après son décès, plusieurs honneurs lui ont été accordées en utilisant son nom incluant les suivants :
- Une rue Sgt. Tommy Prince à Winnipeg au Manitoba
- Une école Sgt Tommy Prince à Scanterbury au Manitoba
- Les casernes Tommy Prince sur la base des Forces canadiennes Petawawa en Ontario
- La salle d’exercice (drill hall) Tommy Prince sur la garnison Wainwright en Alberta
- Le programme « Sergeant Tommy Prince Army Training Initiative » du gouvernement du Canada dans le but de recruter des autochtones
- Le prix Tommy Prince, une bourse remise par l'Assemblée des Premières Nations
- La bourse Tommy Prince remise au collège Sault de Sault-Sainte-Marie en Ontario
- Le corps de cadets 553 Sgt Tommy Prince à Winnipeg au Manitoba
- Le chemin Tommy Prince dans le parc Valour/parc Victoria Cross sur la base des Forces canadiennes Calgary en Alberta

En 2005, Historica Canada a publié une Minute du Patrimoine à son sujet.
En 2010, un film à son sujet était en développement par Bay Film Studios.
En 2022, Postes Canada a émis un timbre postal à son effigie.